# Paralophogaster macrops
Paralophogaster macrops är en kräftdjursart. Paralophogaster macrops ingår i släktet Paralophogaster och familjen Lophogastridae. Inga underarter finns listade i Catalogue of Life.